# Salitis
Koning Salitis was de stichter van de Hyksosdynastie de 15e dynastie, tijdens de tweede tussenperiode.

## Biografie
Salitis is de stichter van de Hyksosdynastie in Egypte. Volgens Manetho veroverde Salitis Egypte in de regeringstijd van Tutimaios. De koning nam bezit van Memphis en bouwde de versterkte stad Avaris. Volgens Manetho regeerde Salitis 19 jaar, in Egyptische bronnen worden de Hyksos uiteraard niet vermeld. Hij nam zoals de traditie wilde een Egyptische naam en een troonnaam aan en de titel Heka Chasoet, heerser van vreemde landen.

### Activiteiten
- Stichting van Avaris
- Verovering Memphis
- Inbezitneming van Memphis